# 59-я стрелковая бригада
59-я стрелко́вая брига́да — воинское соединение СССР в Великой Отечественной войне.

## История
Формировалась с конца октября 1941 года в Саратовской области в районе посёлка Дергачи на основании Приказа о НКО СССР от 14.10.1941 «О сформировании 50 отдельных стрелковых бригад» в составе трёх отдельных стрелковых батальона, батальона связи, миномётной батареи, артдивизиона 76-мм пушек, артдивизиона 45-мм пушек, миномётного дивизиона 120-мм миномётов, отдельной роты ПТР, отдельной сапёрная рота, отдельной разведроты, отдельной автоматной роты, отдельного медсанбата, взвода ПВО, комендантского взвода, взвода особого отдела.
В декабре 1941 года бригада со станции Алтата была передислоцирована и с 10 декабря по 16 декабря 1941 года дислоцируется в Ильино Владимирской области, где доукомплектовывается, а получает вооружение в конце декабря 1941 года в процессе переброски на фронт в Ярославле.
В действующей армии с 18 декабря 1941 по 20 июля 1942 и с 30 августа 1942 по 7 мая 1943 года.
Разгрузилась на станциях Неболчи и Будогощь (первый эшелон прибыл 31 декабря 1941 года) и пешим маршем проследовала в Малую Вишеру. 11 января 1942 года сосредоточилась по рубежу реки Волхов с приданным 43-м лыжным батальоном. В ходе Любанской операции бригада введена в бой из второго эшелона ранним утром 14 января 1942 года на участке 327-й стрелковой дивизии которая к тому времени захватила плацдармы на западном берегу Волхова. Бригада получила задачу продвинуться в тыл врага, где прорвать вторую линию обороны у реки Полисть за железной дорогой и шоссе Новгород — Чудово и наступать дальше на село Спасская Полисть. Бригада перешла через Волхов, подвергшись артиллерийскому налёту на льду, а на берегу колонну бригады проштурмовала авиация. Утром 15 января 1942 года бригада пошла в атаку в районе Мясного Бора, но внезапного наступления не получилось, тем более что в тыл бригады проникли группы немецких автоматчиков, которые сеяли панику. Тем не менее, бригаде несколько удалось потеснить противника, но прорвать оборону не получилось, и бригада продолжала бои у Мясного Бора. 18 января 1942 года бригада с приданным дополнительно к 43-му батальону 39-м лыжным батальоном вошла в состав оперативной группы генерала Коровникова, которой была поставлена задача прорвать вторую полосу вражеской обороны и выйти на рубеж реки Полисть в 3-4 километрах северо-западнее шоссе, а затем к исходу 20 января 1942 года пробиться к реке Кересть и взять деревни Сенная Кересть и Ольховка. До конца января атакует Спасскую Полисть. Однако вскоре бригада была введена в прорыв, созданный у Мясного Бора и начала продвижение на северо-запад. В начале февраля 1942 года бригада, продвигаясь на северо-запад, с боями взяла деревни Финев Луг, Радофинниково, Горка, 6 февраля 1942 года освободила деревню Дубовик. У деревни Горки её догнал 13-й кавалерийский корпус и бригада была оперативно подчинена ему, а бригаде в свою очередь приданые 169-й, 170-й, 171-й лыжные батальоны. После боёв за Дубовик бригада по дороге подошла к деревням Большое и Малое Еглино и 10 февраля 1942 года перешла в наступление. Атакуя деревню Большое Еглино с трёх сторон (часть бригады зашла в тыл противнику), бригада освободила деревню. Вслед за Большим Еглино противник оставил и Малое Еглино и железнодорожный разъезд, но далее, у моста продвижение бригады на север было остановлено. Бригада изменила направление наступления на западное, подошла к недостроенной насыпи железной дороги Чудово — Веймарн, где противником был оборудован оборонительный рубеж, дальше которого бригада, несмотря на бои, продолжавшиеся до начала марта 1942 года, продвинуться не смогла. После окончания активных наступательных действий, бригада находится в обороне в том же районе вплоть до третьей декады мая 1942 года, когда начался общий отход 2-й ударной армии. Уже с конца апреля 1942 года бригада отбивает атаки противника, была вынужден оставить железнодорожную платформу Еглино.
20 мая 1942 года противник усилил нажим на позиции бригады, но пока бригада держалась. 24 мая 1942 года бригада начала отход. В связи с тем, что вовремя не поступил условные сигналы, противник обошёл позиции бригады и практически окружил соединение, но у деревни Дубовик бригаде удалось проскользнуть и избежать локального окружения, затем заняв позиции на промежуточном рубеже. После отражения атак на позиции бригады, соединение вновь отошло через Финев Луг к Малому Замошью, где заняло позиции по так называемой Южной дороге, рядом с 305-й стрелковой дивизией. На 1 июня 1942 года в бригаде насчитывалось 327 офицеров, 329 сержантов и старшин и 821 рядовой.
23 июня 1942 года бригада пошла на прорыв в составе ударной группы 2-й ударной армии, но на её участке так и не удалось прорвать кольцо окружения. К 24 июня 1942 года остатки бригады занимала позиции в районе Кречно, подвергаясь сильному авиационному воздействию, но продолжали удерживать позиции во всё сокращающемся мешке. В конечном итоге бригада была расчленена, небольшая часть в ночи на 24 июня и на 25 июня 1942 года сумела прорваться к своим через кольцо. В рядах прорывающихся в составе бригады был попавший в плен корреспондент армейской газеты Муса Джалиль
Небольшая группа офицеров и солдат, включая командира и комиссара бригады, напротив, ушла в тыл и пройдя около 500 километров по тылам, уже в августе 1942 года вышла к своим в полосе 1-й ударной армии Северо-Западного фронта. Бригады была уничтожена (по некоторым данным от бригады осталось 159 человек), часть личного состава была по некоторым сведениям влита в Балахне в формирующуюся 279-ю стрелковую дивизию, таким образом фактически дальнейший боевой путь прошло 2-е формирование бригады. Формировалась бригада в городе Буе Ярославской области, в составе бригады было более полутора тысяч бойцов из Удмуртии, в основном курсантов 3-го Ленинградского пехотного училища, эвакуированного в Воткинск. Всего бригада при формировании насчитывала около 6000 человек.
В конце августа 1942 года бригада в срочном порядке переброшена на южное направление по маршруту Москва — Рязань — Балашов — Саратов — Баскунчак — Астрахань. Оттуда по Каспийскому морю переброшена в Махачкалу, оттуда эшелонами в Карабулак, далее маршем в Нижние Ачалуки, куда прибыла 3 сентября 1942 года. Затем бригада перебазировалась севернее и заняла позиции близ станицы Вознесенская, там и приняла бои, часто взаимодействуя с 52-й танковой бригадой и 863-м истребительно-противотанковым артиллерийским полком
На 20 сентября 1942 года штаб бригады находился в Малгобеке, 3-й батальон занимал позиции севернее Вознесенской, оседлав шоссе Вознесенская — Моздок, 1-й батальон располагался на высоте у Малгобека, прикрывая дорогу Вознесенская — Сагопши, 2-й батальон перед Малгобеком. 4-й батальон был переброшен к селу Нижний Курп. Бригада ведёт бои, защищая Малгобек, но 5 октября 1942 года Малгобек был потерян. 5 октября 1942 года штаб бригады передислоцировался на хутор Лакисов. На 13 октября 1942 года в бригаде насчитывалось 1500 человек личного состава. В ночь на 19 октября 1942 года бригада сдала свои позиции у села Курп 19-й стрелковой бригаде и сосредоточилась в районе села Заманкул, а затем в село Даркох, где с 20 октября 1942 года приводит себя в порядок, получает пополнения, в том числе из Азербайджана.
30 октября 1942 года бригада была переброшена на автомашинах к Нальчику, где ведёт бои в районе села Старый Урух, затем в районе Чикоры, Сурх-Дигора, Алагира. В этих боях бригада была разрезана на несколько частей, окружена и затем разрозненными группами выходит из окружения, понесла большие потери. 12 ноября 1942 года остатки бригады были выведена в резерв в район Цецаньюрта, где бригада по 4 декабря 1942 года приводит себя в порядок и получает пополнения. С 4 декабря 1942 года бригада совершает марш по маршруту Цецаньюрт — Грозный — Червлённая, где продолжает подготовку и сколачивание вплоть до января 1943 года.
По некоторым данным в начале февраля 1943 года бригада участвовала в освобождении Ростова-на-Дону
В марте 1943 года находится в станице Гривенская, всю первую декаду марта 1943 года ведёт в ней тяжёлые бои.
7 мая 1943 года бригада была расформирована.

## Подчинение
| Дата            | Фронт (округ)                                              | Армия             | Корпус                 | Примечания |
| --------------- | ---------------------------------------------------------- | ----------------- | ---------------------- | ---------- |
| 01.11.1941 года | Приволжский военный округ                                  | -                 | -                      | -          |
| 01.12.1941 года | Приволжский военный округ                                  | -                 | -                      | -          |
| 01.01.1942 года | Волховский фронт                                           | 2-я ударная армия | -                      | -          |
| 01.02.1942 года | Волховский фронт                                           | 2-я ударная армия | -                      | -          |
| 01.03.1942 года | Волховский фронт                                           | 2-я ударная армия | -                      | -          |
| 01.04.1942 года | Волховский фронт                                           | 2-я ударная армия | -                      | -          |
| 01.05.1942 года | Ленинградский фронт (Группа войск Волховского направления) | 2-я ударная армия | -                      | -          |
| 01.06.1942 года | Ленинградский фронт (Волховская группа войск)              | 2-я ударная армия | -                      | -          |
| 01.07.1942 года | Волховский фронт                                           | 2-я ударная армия | -                      | -          |
| 01.08.1942 года | Московский военный округ                                   | -                 | -                      | -          |
| 01.09.1942 года | Резерв Ставки ВГК                                          | -                 | -                      | -          |
| 01.10.1942 года | Закавказский фронт (Северная группа войск)                 | 9-я армия         | -                      | -          |
| 01.11.1942 года | Закавказский фронт (Северная группа войск)                 | 37-я армия        | -                      | -          |
| 01.12.1942 года | Закавказский фронт (Северная группа войск)                 | -                 | -                      | -          |
| 01.01.1943 года | Закавказский фронт (Северная группа войск)                 | -                 | -                      | -          |
| 01.02.1943 года | Северо-Кавказский фронт                                    | -                 | 10-й стрелковый корпус | -          |
| 01.03.1943 года | Северо-Кавказский фронт                                    | -                 | 10-й стрелковый корпус | -          |
| 01.04.1943 года | Северо-Кавказский фронт                                    | 58-я армия        | 10-й стрелковый корпус | -          |
| 01.05.1943 года | Северо-Кавказский фронт                                    | -                 | 10-й стрелковый корпус | -          |

## Командиры
- Черник, Александр Ефимович (00.12.1941 — 30.01.1942), подполковник, отстранён от должности
- Глазунов, Иван Фёдорович (27.01.1942 — 24.04.1942), полковник, погиб в июне 1942
- Негода, Алексей Игнатьевич (20.04.1942 — 00.05.1942), майор, и. о. командира бригады
- Писаренко, Сергей Алексеевич (25.05.1942 — 00.07.1942), подполковник, вышел из окружения в районе Новгорода
- Грецкий, Лев Фёдорович (с 15.07.1942)
- Зубов, Анатолий Лаврентьевич (с 28.09.1942) (?)
- Самилов, Иван Михайлович (с 28.09.1942) (?)
- Буняченко, Сергей Кузьмич (03.10.1942 — 14.12.1942), попал в плен в 1942 году, известный коллаборационист
- Козиев, Константин Фёдорович (23.11.1942 — 13.05.1943)[8]

## Память
- Школьный музей в селе Верхний Курп[9]